# Vitale di Milano
Vitale (Milano, III secolo – Ravenna, fra il III e il IV secolo) fu un martire cristiano, venerato come santo dalla Chiesa cattolica che lo ricorda il giorno 28 aprile.
Secondo la tradizione fu marito di santa Valeria. Vitale e Valeria furono i genitori di altri due santi molto venerati a Milano e Ravenna: Gervasio e Protasio.

## Agiografia
Di Vitale ci parla sant'Ambrogio in una delle sue lettere, nella quale il vescovo di Milano racconta di una visione che gli indicò l'ubicazione della sepoltura dei martiri Gervasio e Protasio (morti a Milano nel III secolo). Entro il sarcofago Ambrogio rinviene un libellum (un libriccino o altro breve scritto) firmato da un certo Filippo servus Christi che narra, prima della storia dei due santi gemelli, la storia dei loro genitori, Vitale e Valeria. Successivamente, nell'anno 379, Ambrogio diede inizio alla costruzione di una basilica dedicata a numerosi martiri tra cui appunto Vitale, basilica che oggi porta il suo nome.
La Legenda Aurea, molto più tardiva, riferisce le stesse vicende dell'opuscolo con lievi variazioni.
Il contenuto del libellum è il seguente. Il soldato consolare Vitale, marito di Valeria e padre di Gervasio e Protasio, scortava il giudice Paolino durante un viaggio a Ravenna. Qui vide un medico cristiano di nome Ursicino condannato a essere decapitato dopo vari supplizi. Vitale fu vicino al medico e lo aiutò ad affrontare la morte, provvedendo altresì alla sua sepoltura. Rivelatosi a causa  del suo comportamento pure lui cristiano, venne condannato alla tortura del cavalletto e infine alla morte; fu sepolto vivo a Ravenna.
La moglie Valeria, recatasi inutilmente a Ravenna per recuperare il corpo del marito, sulla via del ritorno avrebbe subito anche lei il martirio per opera di un gruppo di villici idolatri, che l'avevano invitata a banchettare con loro in onore del dio Silvano. Dieci anni dopo anche i giovani figli Gervasio e Protasio avrebbero subito il martirio per la fede in Cristo.
Resta incerto quando furono uccisi Vitale e Valeria. Ambrogio non fornisce elementi di datazione evidenti. La Legenda Aurea colloca i fatti sotto Nerone (nel 60 d.C.); il venerabile Cesare Baronio, revisore del Martirologio Romano, data la morte del santo nel 171; ma è più probabile che si tratti di un errore e che il martirio sia avvenuto nella seconda metà del III secolo o, al massimo, all'inizio del IV.

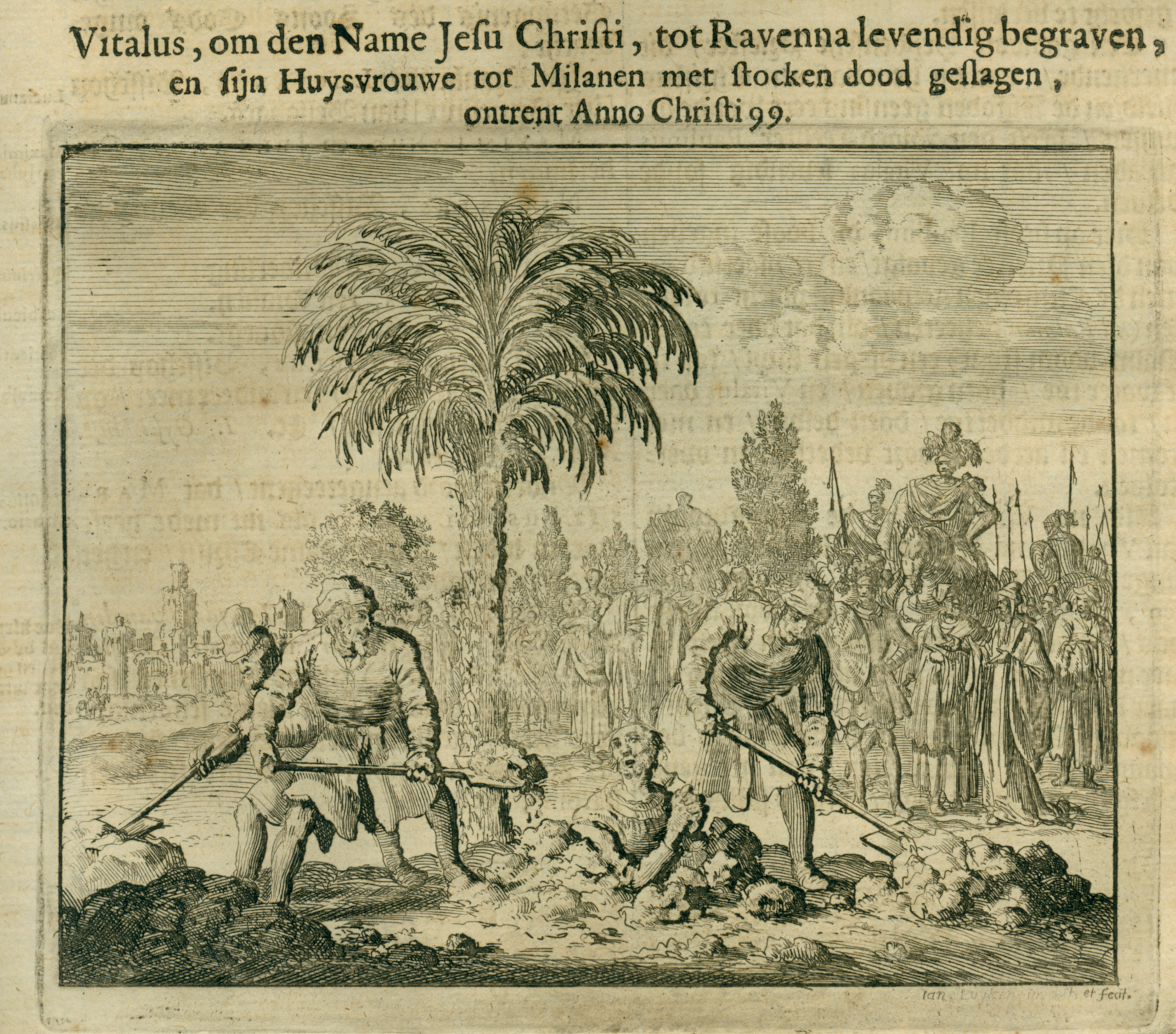
San Vitale viene sepolto vivo, da una incisione del Martyrs Mirror

## Culto e reliquie
Il Martirologio Romano, la cui prima edizione fu pubblicata nel 1586, riferisce le notizie sui santi Vitale e Valeria alla data del 28 aprile:
(Martirologio Romano 1586)
La recente riedizione Martirologio Romano (2004) continua a riportare la festa di San Vitale alla data del 28 aprile con un elogio differente:
(Martirologio Romano 2004)

### Patronati
San Vitale di Milano è il santo patrono di alcune località italiane, tra le quali:
- Annone Veneto (VE)
- Archi (CH)
- Besenzone (PC)
- Ceggia (VE)
- Granarolo dell'Emilia (BO)
- Marittima, fraz. di Diso (LE)
- Isola di Poveglia (VE)
- Masano, fraz. di Caravaggio (BG)
- Megliadino San Vitale (PD)
- Montecchio Maggiore (VI)
- Muzzana del Turgnano (UD)
- Salsomaggiore Terme (PR)
- San Salvo (CH)
- Seniga (BS)
- Campazzo (BS)
- Olate, rione storico di Lecco
- Fuorigrotta, quartiere di Napoli

### Reliquie e luoghi di culto
A Milano
Il culto di san Vitale fu promosso da sant'Ambrogio, vescovo della città, insieme a quello di un altro san Vitale, ben distinto da quello ravennate in quanto servo di sant'Agricola e martire a Bologna, di cui ci parla lo stesso sant'Ambrogio in un'altra sua lettera. Entrambi furono probabilmente venerati nella Basilica dei Martiri (oggi Basilica di Sant'Ambrogio) a Milano, ma non c'è dubbio che Ambrogio volle dare speciale importanza ai santi Protasio e Gervasio e ai loro genitori. Lo stesso Ambrogio volle essere seppellito nella cripta dove riposavano Gervasio e Protasio.
A Ravenna

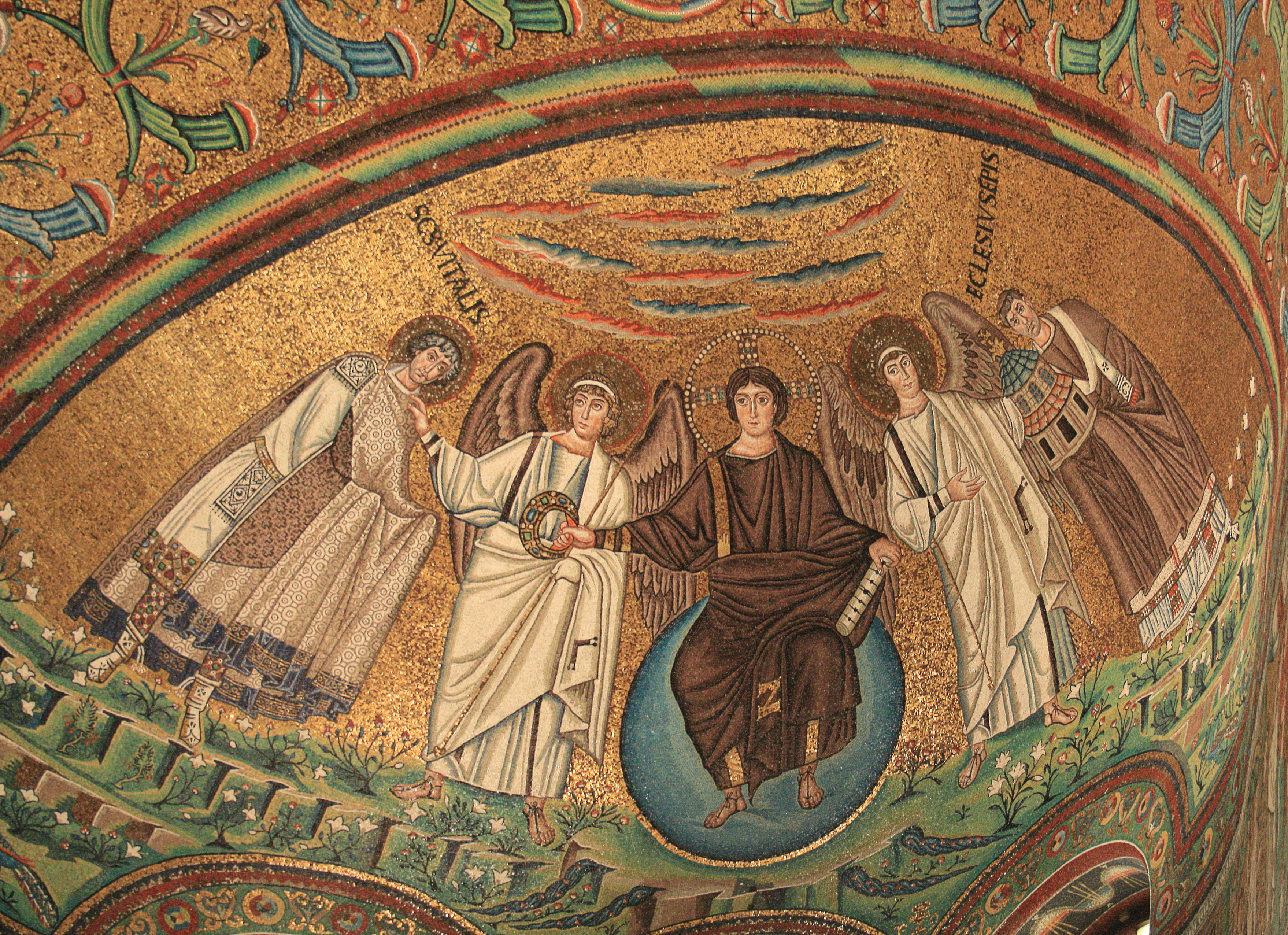
Mosaico nella Basilica di San Vitale a Ravenna: Vitale, il primo da sinistra, riceve la corona del martirio dalle mani di Cristo

Quando nel 409 Galla Placidia, figlia dell'imperatore Teodosio I, si trasferì da Milano a Ravenna portò con sé le reliquie di san Vitale (traslate 16 anni prima da Ambrogio) e dei santi Gervasio e Protasio, martirizzati a Milano. In onore tanto dei genitori quanto dei figli fu eretta a Ravenna la splendida basilica detta brevemente di Basilica di San Vitale, consacrata nel 548, che tuttora si ammira. Nella stessa basilica, un altare laterale è dedicato a sant'Ursicino.
Sempre a Ravenna, nella basilica di Sant'Apollinare Nuovo, sui mosaici della navata con la processione dei santi è raffigurata l'intera famiglia di Vitale. E la sua festa liturgica, sempre nella stessa città, fu celebrata fin dal IX secolo il 28 aprile.
A Venezia
A Venezia la notevole Chiesa di San Vidal, fondata nel 1084 durante il dogado di Vitale Falier e ristrutturata verso la fine del XII sec., ebbe un ulteriore rifacimento alla fine del XVII secolo.
Nell'Isola di Poveglia (VE), sorgeva una chiesa dedicata a San Vitale, che custodiva un celebre crocifisso, ora conservato nella chiesa di Malamocco, ed una tavola di Tiziano, ma nel 1806 fu chiusa ed in seguito distrutta. Ora, dell’antica chiesa, non rimane che il campanile cuspidato, una volta usato come faro e oggi incorporato in un blocco di grandi edifici sorti quando l’isola venne usata per la quarantena delle navi.
A Roma
A Roma il papa Gregorio Magno volle che la chiesa dedicata ai santi Protasio e Gervasio fosse dedicata anche ai loro genitori; oggi si chiama Basilica dei Santi Vitale e compagni martiri in Fovea.
A Napoli
A Fuorigrotta, quartiere della città di Napoli, è documentata nel 985 l'esistenza di una cappella o di un oratorio dedicato a san Vitale. Il suo culto, con molta probabilità, giunse a Napoli quando la città e il suo territorio, dal 553 al 661, furono un ducato bizantino dipendente da Ravenna. I rapporti fra le due città dovettero continuare anche dopo, se si considera che a Napoli nel 763 vi era una domus appartenente alla Chiesa ravennate e che il calendario marmoreo di Napoli, scolpito su due grandi lastre di marmo dopo la metà del IX secolo, assegna al 28 aprile, come a Ravenna, la commemorazione di san Vitale.
A Granarolo

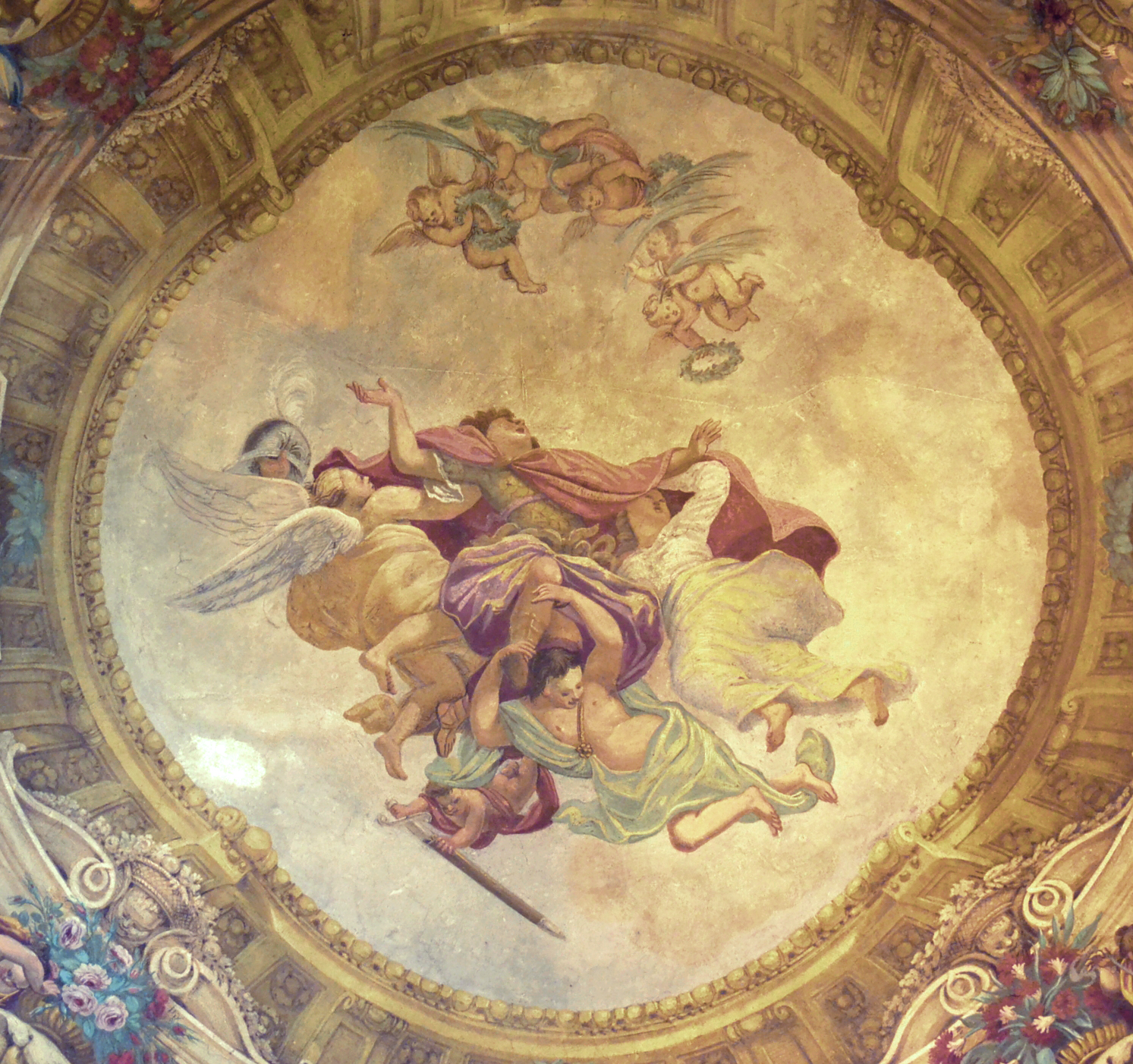
Affresco del Tarroni (non Tertulliano), pittore seicentesco d'ambito bolognese, raffigurante San Vitale portato in gloria dagli angeli, con tanto di palme e corone d'alloro

A Granarolo dell'Emilia (BO) una chiesa è stata dedicata al santo ravennate in tempi remoti. La prima testimonianza risale all'anno 1153 quando la chiesa viene citata fra le possessioni dell'Abbazia di Pomposa. Tra il 1682 e il 1689 l'edificio fu ricostruito su progetto dell'allora parroco don Giovanni Battista Torri. La chiesa conserva una reliquia del santo e diverse sue raffigurazioni.
In altri luoghi
Altre reliquie di san Vitale si venerano nella chiesa di San Giuseppe a San Salvo (CH) e nella chiesa e di Marittima (LE).

Verso la fine dell'VIII secolo alcune reliquie di San Vitale furono portate a Esslingen sul Neckar, città situata a sud-ovest di Stoccarda.

La chiesa cattedrale dell'Arcidiocesi di Cebu (Filippine) è dedicata a San Vitale e tutta la diocesi lo riconosce come proprio santo patrono.

### Iconografia

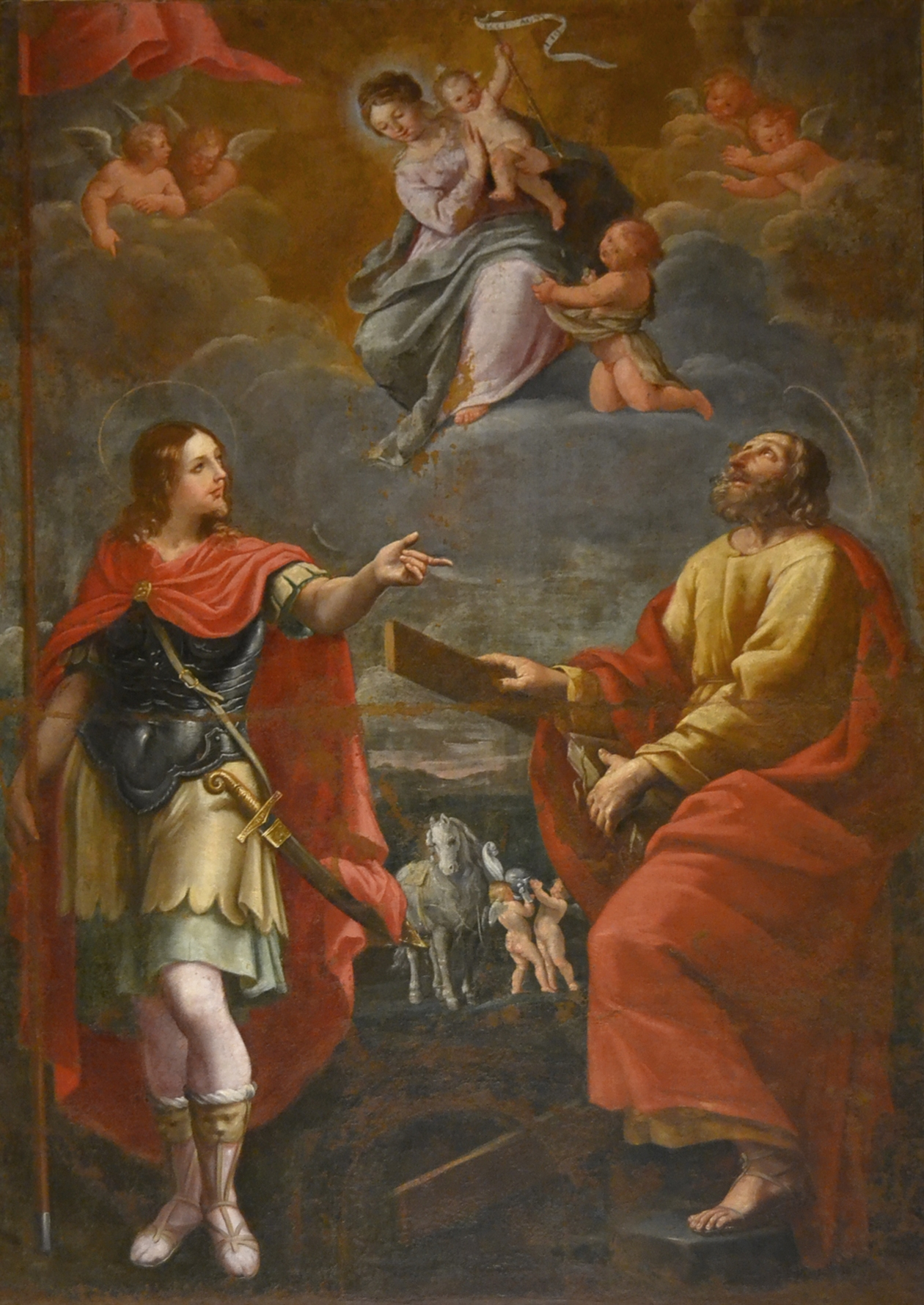
Tela seicentesca raffigurante i Santi Vitale (sinistra) e Andrea (destra) adoranti la B.V. con il Bambino e san Giovannino

San Vitale è generalmente raffigurato con due diverse iconografie: da giovane soldato (anche imberbe) o nella fase adulta della vita (spesso raffigurato con ricchi vestiti a godere già della gloria in Cristo).
In gran parte delle rappresentazioni antiche l'iconografia lo rappresenta in uno stadio avanzato della vita, tanto da avere i capelli sul grigio/bianco e con attributi non particolarmente rilevanti: la corona e/o la palma del martirio (come nei mosaici della Basilica a lui dedicata o in quella di Sant'Apollinare Nuovo, dove è raffigurato con i figli santi nella teoria dei martiri). In un secondo momento si afferma, però, l'iconografia del San Vitale giovane, rappresentato nelle vesti di soldato consolare romano (come a Granarolo o nella statua del santo a San Salvo), il quale porta come attributi primari la propria veste di soldato con la spada cinta al fianco, spesso accompagnata da una lancia o da una bandiera e da un cavallo bianco su cui, in alcune opere, Vitale è in sella.
Rare, ma non meno importanti, sono le raffigurazioni del martirio, avvenuto per sepoltura (come nel dipinto del Barocci).

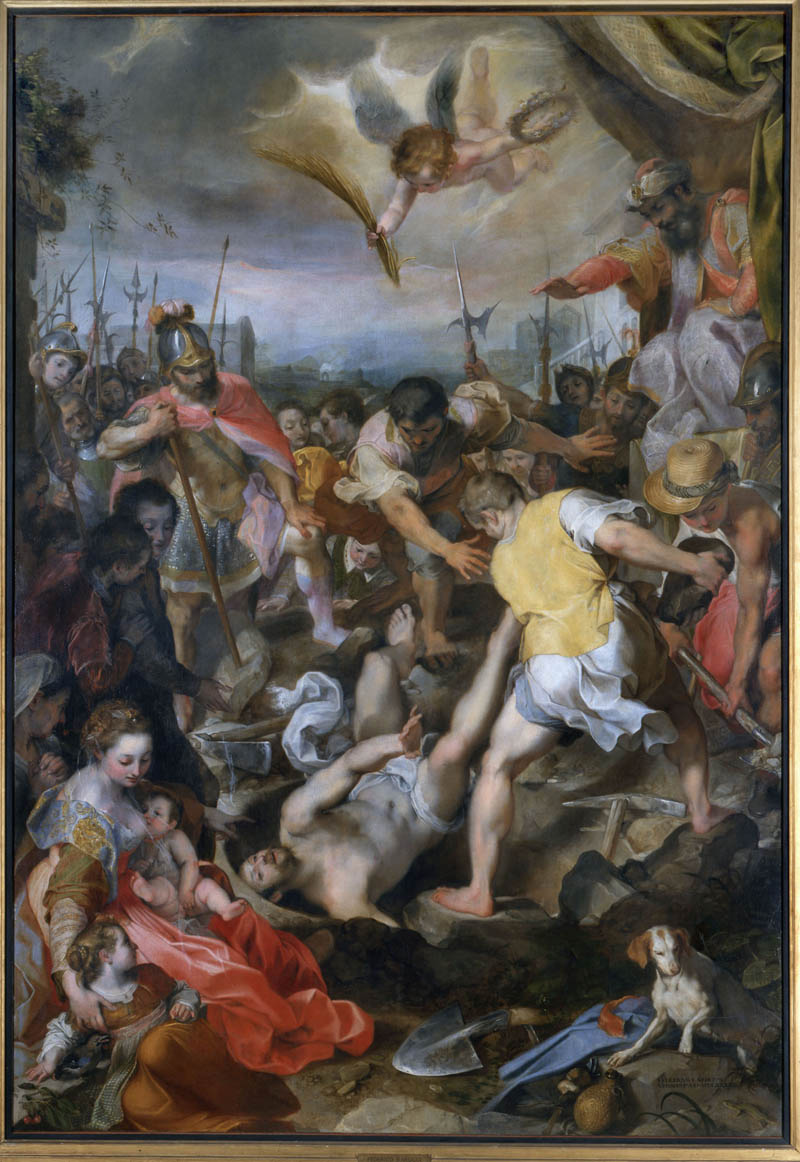
Raffigurazione del Martirio di San Vitale di Federico Barocci. Il santo, sotterrato dai propri uomini al centro della scena, è mostrato da una madre alla figlia, allegoria della primavera, a indicare il giorno della sua memoria liturgica, il 28 di aprile

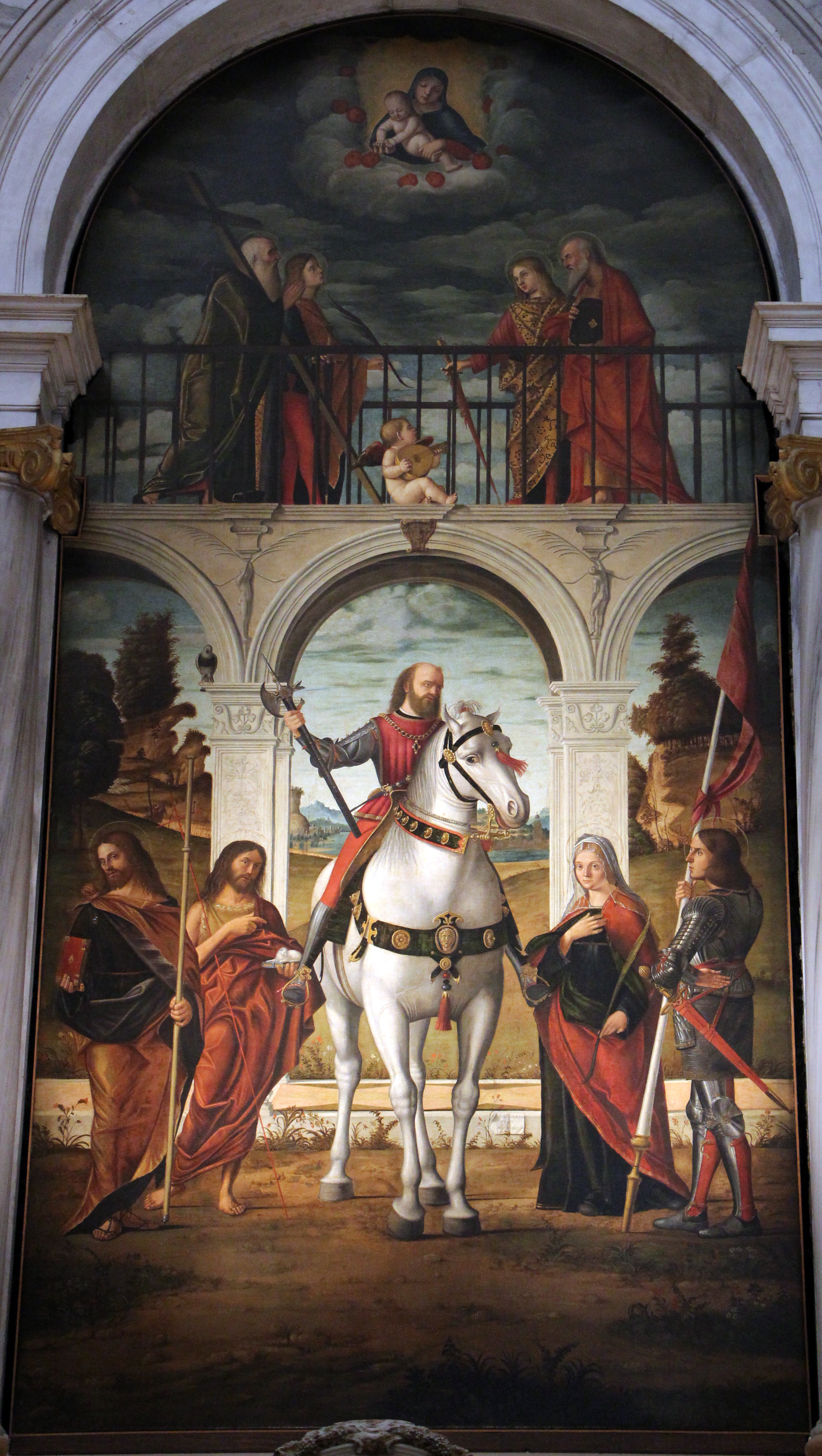
Pala d'altare di Vittore Carpaccio raffigurante San Vitale a cavallo fra otto santi, conservata nella chiesa di San Vidal a Venezia. Il santo è raffigurato a cavallo in età adulta con l'insolito attributo della scure
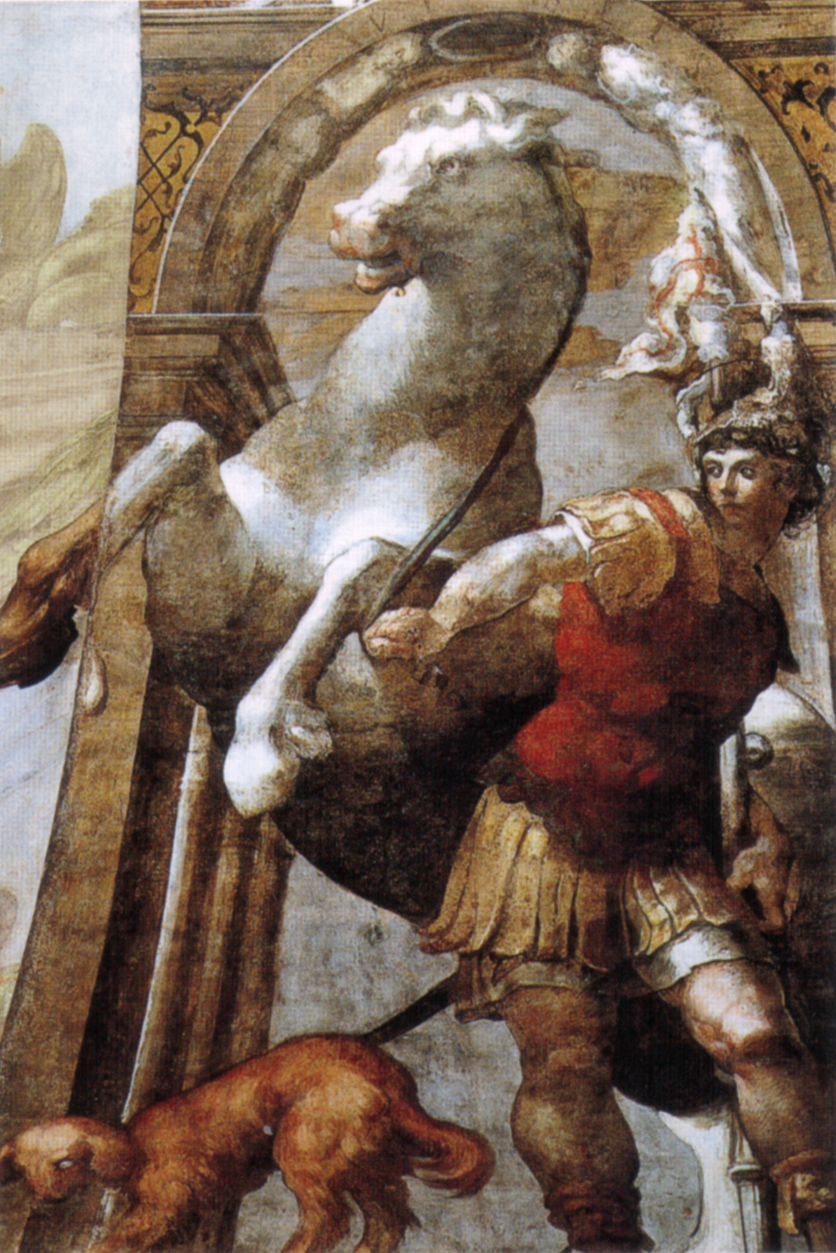
San Vitale raffigurato come giovane soldato con il cavallo, Parmigianino
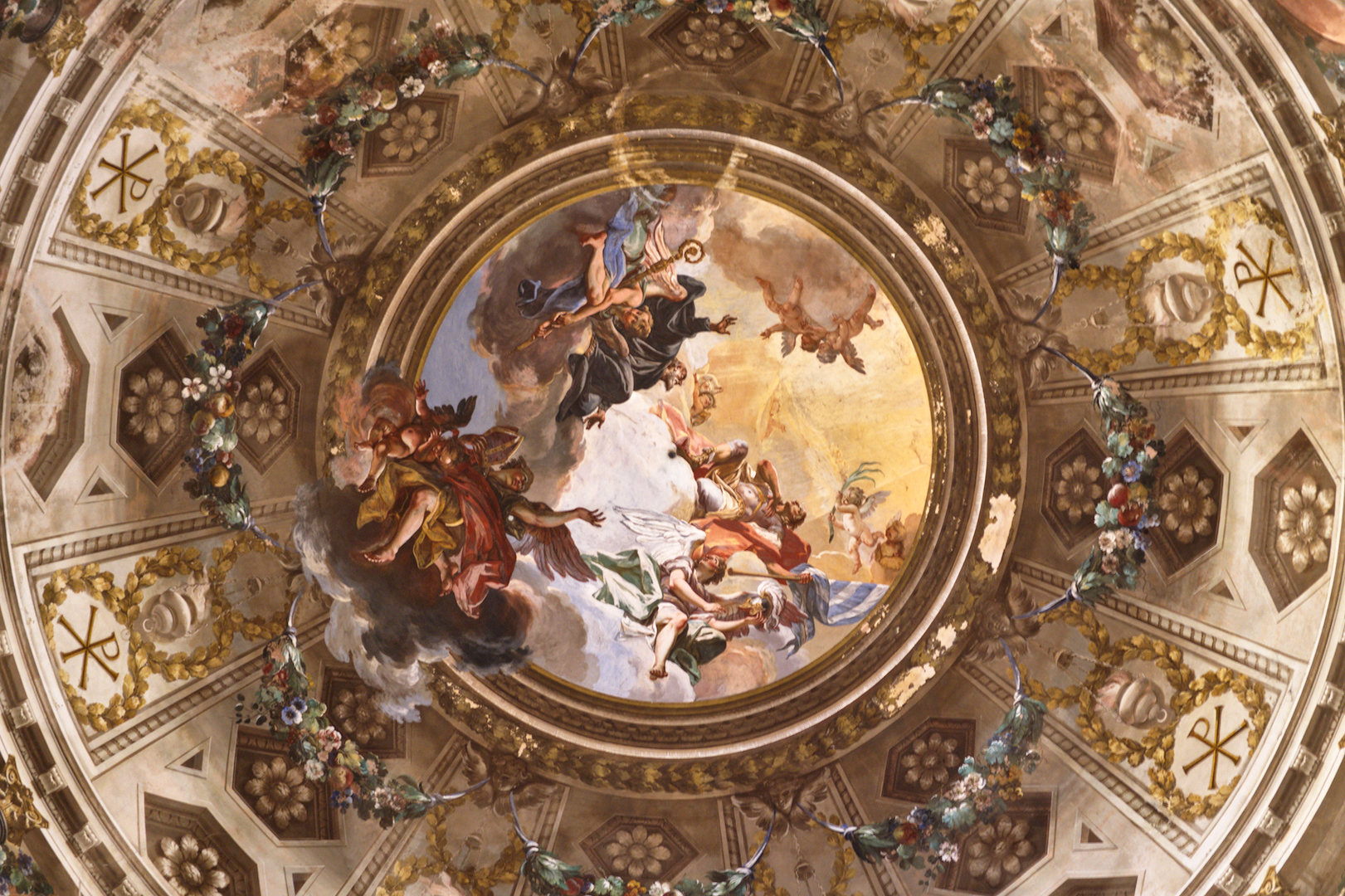
Cupola della Basilica di San Vitale di Ravenna
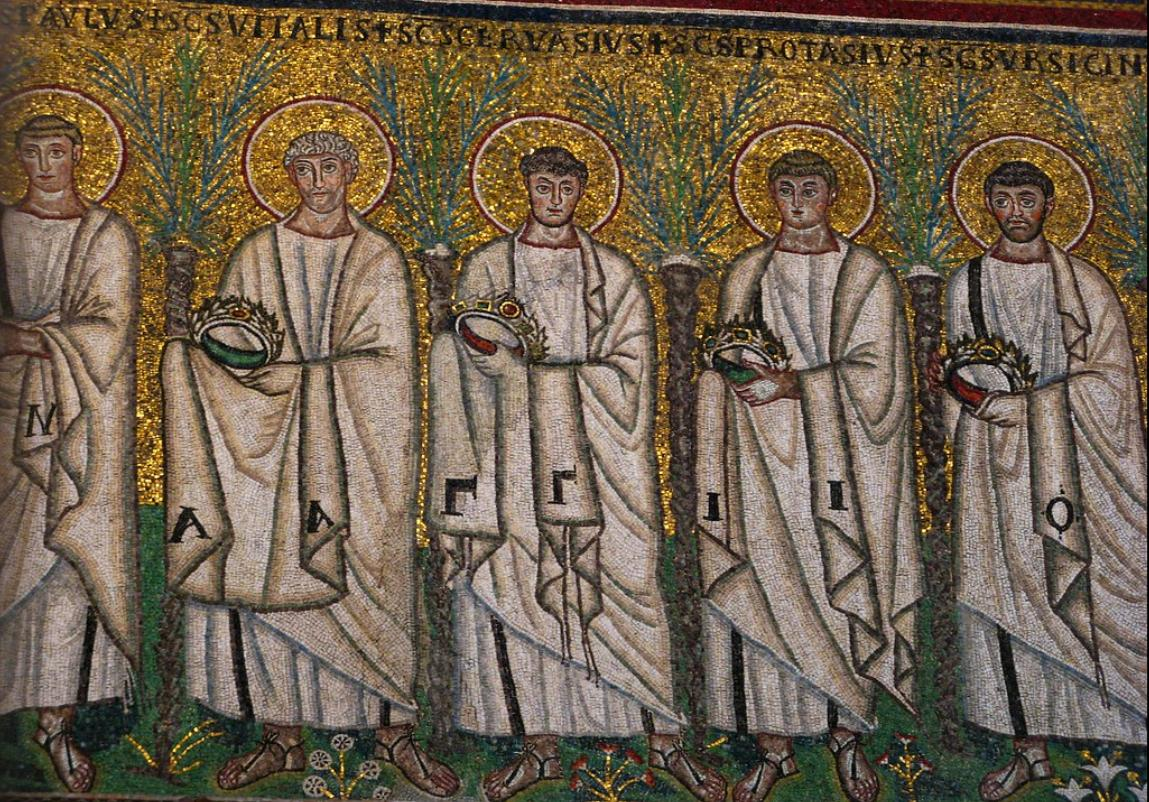
Perticolare del mosaico della Teoria dei martiri della Basilica di Sant'Apollinare Nuovo nel quale si possono notare (dal secondo di sinistra) i santi Vitale, Gervasio e Protasio e Ursicino
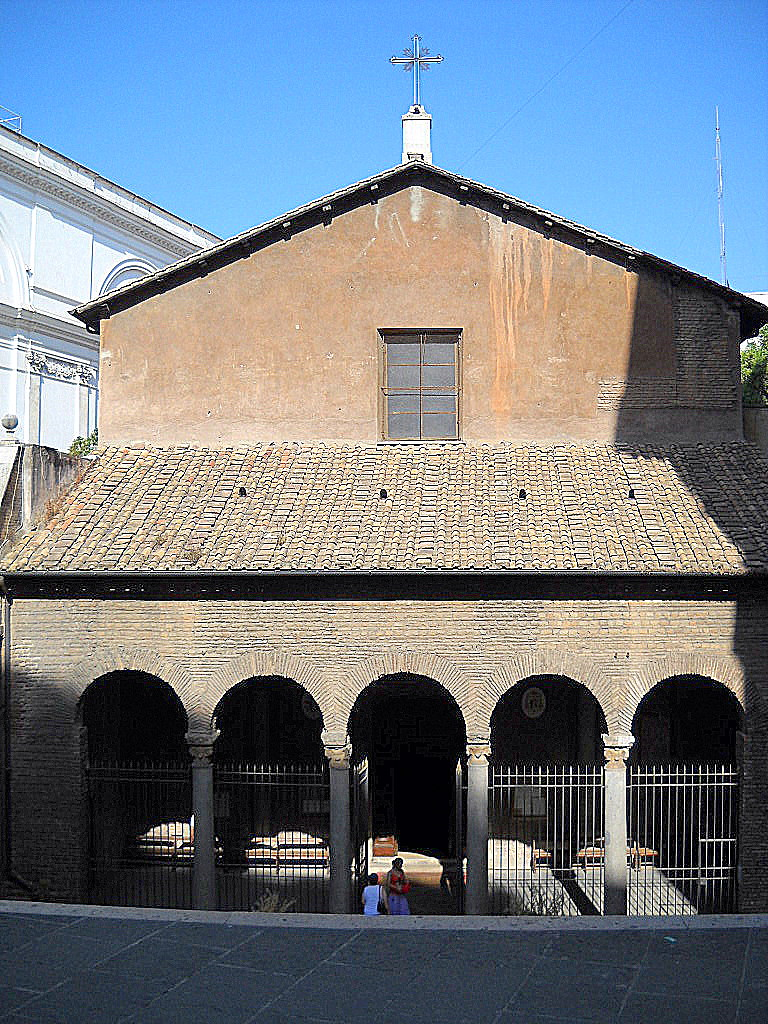
Chiesa romana dei Santi Vitale e compagni martiri in fovea sede dell'omonimo titolo cardinalizio
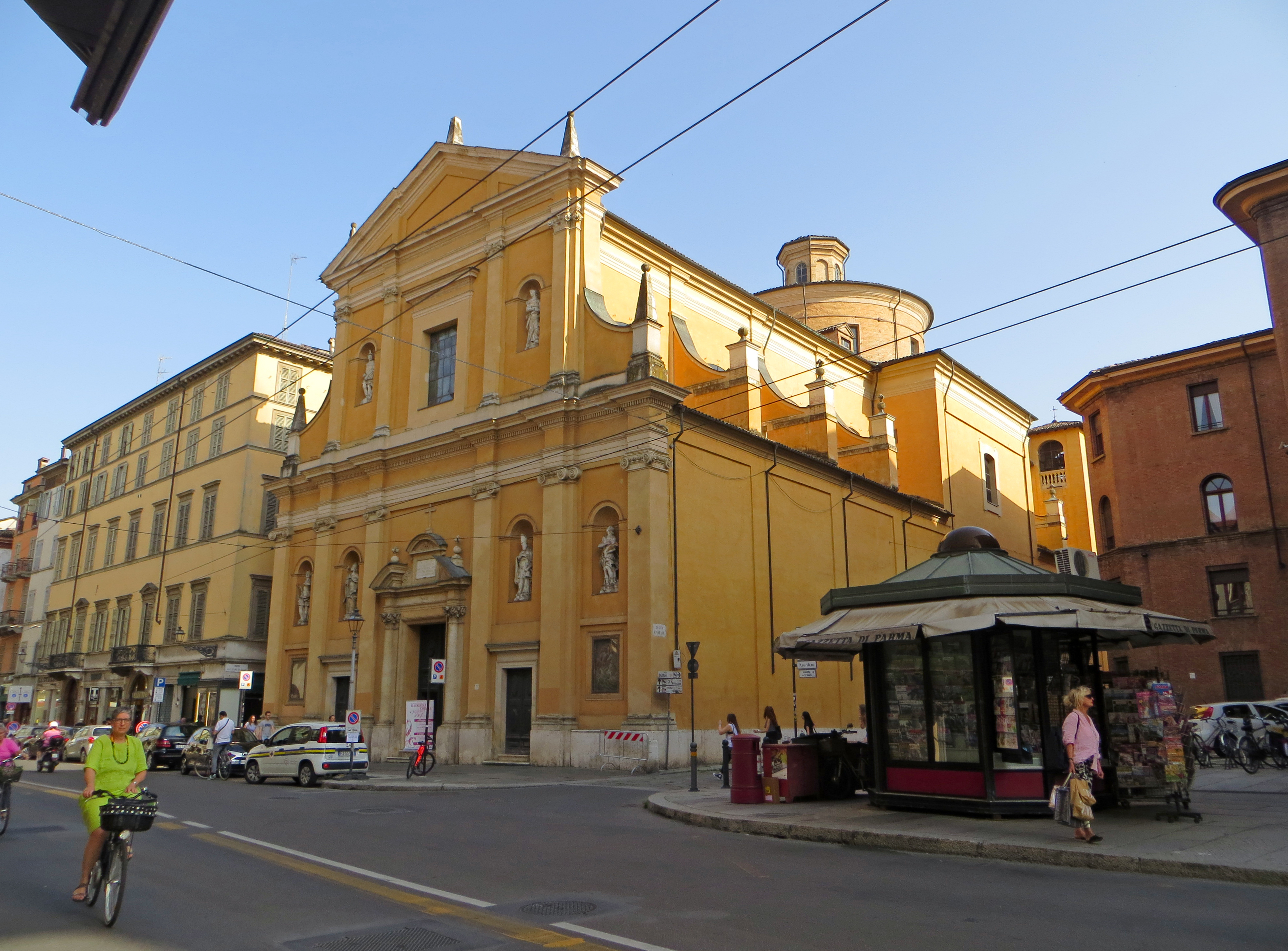
Chiesa di San Vitale a Parma
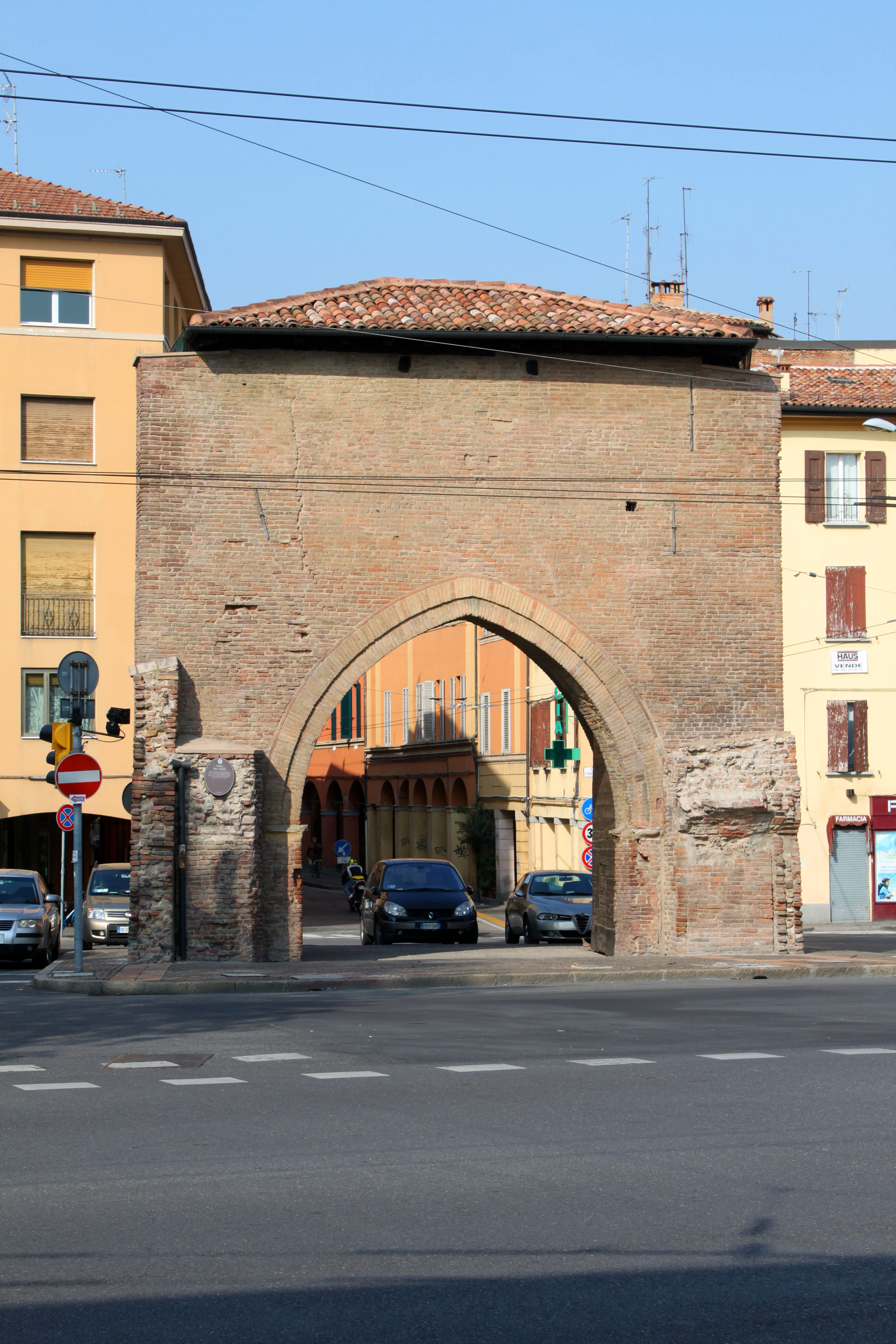
Porta bolognese detta "Porta San Vitale" poiché permetteva alla via omonima di collegare la città di Bologna con la città di Ravenna, luogo del martirio di detto santo
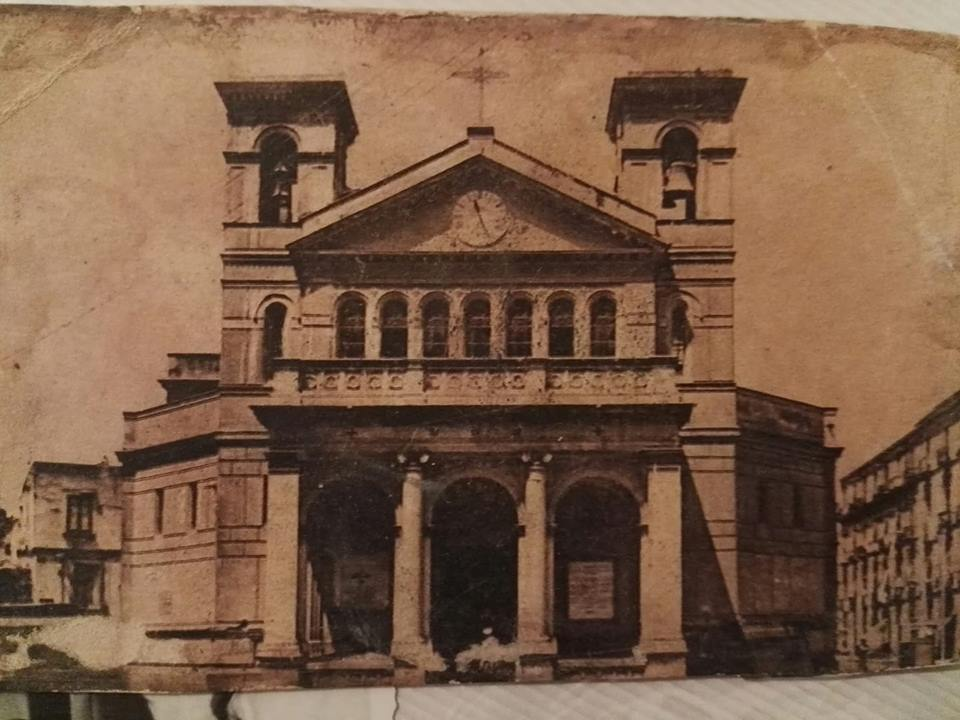
La chiesa di San Vitale di Fuorigrotta (Napoli), prima della distruzione operata da parte del regime fascista
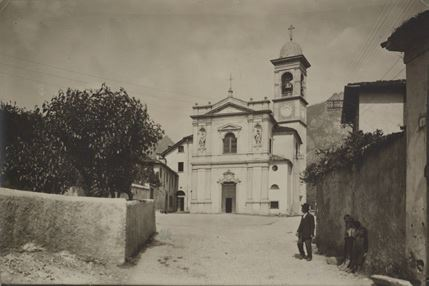
Antica facciata della chiesa dei Santi Vitale e Valeria di Olate (Lecco), detta di Don Abbondio, poiché si ritiene sia stato proprio questo paese a far d'ambientazione al romanzo del Manzoni
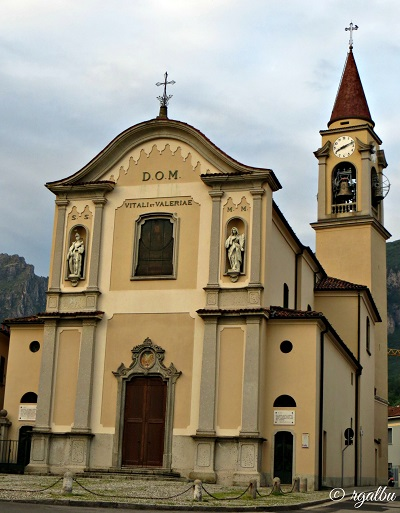
Facciata odierna della chiesa dei Santi Vitale e Valeria di Olate. Si può notare la statua del protomaritre di Ravenna sulla sinistra e della moglie sulla destra
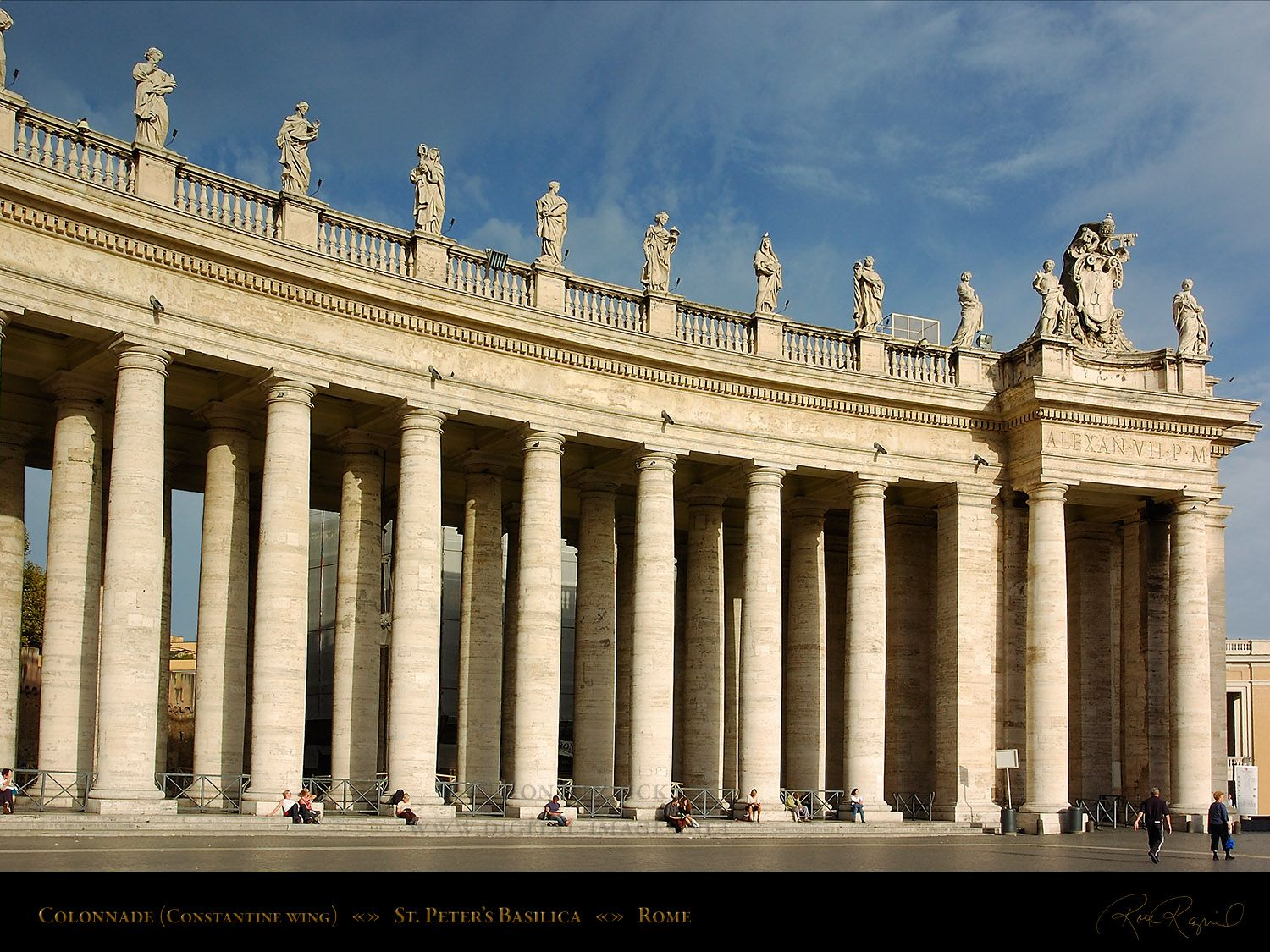
Parte del colonnato della Basilica di San Pietro in Vaticano del Bernini, dove si può notare la statua di San Vitale (secondo da destra)